# Квасниця (суп)
Квасниця або квашниця (пол. kwaśnica) — традиційна страва польської гірської кухні, суп з квашеної капусти та м'яса, часто з додаванням сушених грибів, який зазвичай їдять з картоплею або хлібом. Використовують жирне м'ясо, грудинку, підчеревок, свіжий та копчений. Це може бути свинина або яловичина, так і типова для кухні баранина.
Хороша квасниця має бути кислою, жир від м'яса має бути нейтралізований кислотою капусти. Суп подають з картоплею, звареною окремо, на відміну від звичайних овочевих супів, де картоплю нарізають кубиками і варять у супі. Моркву не додають.
Квасницю, приготовлену з відвару риб'ячих голів, їдять напередодні Різдва в Живецькому районі, що є типовим для цього регіону.
У польському місті Живець проводять «фестиваль квасниці».
Суп Квасниця готують й в Україні. Ця страва є традиційною у галицькій кухні .